# Cyweta afrykańska
Cyweta afrykańska (Civettictis civetta) – gatunek drapieżnego ssaka z wiwer (Viverrinae) w obrębie rodziny wiwerowatych (Viverridae).

## Taksonomia
Gatunek po raz pierwszy zgodnie z zasadami nazewnictwa binominalnego opisał w Johann Christian Daniel von Schreber nadając mu nazwę Viverra civetta. Jako miejsce typowe Schreber wskazał „Gwineę, Kongo, Przylądek Dobrej Nadziei i Etiopię”; ograniczone w 1924 roku przez J.A. Allena do „Gwinei”. Jedyny występujący współcześnie przedstawiciel rodzaju cyweta (Civettictis). Podstawowe dane taksonomiczne podgatunków (oprócz nominatywnego) przedstawia poniższa tabelka:
| Podgatunek      | Oryginalna nazwa             | Autor i rok opisu            | Miejsce typowe |
| --------------- | ---------------------------- | ---------------------------- | --- |
| C. c. australis | Viverra civetta australis    | Lundholm, 1955               | Klaserie, rzeka Olifants, północno-wschodni Transwal.                                                                                          |
| C. c. congica   | Civettictis civetta congica  | Cabrera, 1929                | Niapu, Demokratyczna Republika Konga. |
| C. c. pauli     | Civettictis civetta pauli    | Kock, Künzel & Rayaleh, 2000 | Douda Wadi, 11°32′00″N 43°10′00″E/11,533333 43,166667, około 5 km na południowy południowy wschód od Dżibuti, około 2 km od wybrzeża, Dżibuti. |
| C. c. schwarzi  | Civettictis civetta schwarzi | Cabrera, 1929                | Tanzania. |
| C. c. volkmanni | Viverra civetta volkmanni    | Lundholm, 1955               | farma Auros, Otavi Bergen, Otavi, Namibia. |

Autorzy Illustrated Checklist of the Mammals of the World rozpoznają sześć podgatunków.

### Etymologia
- Civettictis: fr. civette „cyweta”, od wł. zibetto „cyweta”, od arab. zabbad „perfumy uzyskane z małego kota”[24]; gr. ικτις iktis, ικτιδις iktidis „łasica”[25].
- civetta: fr. civette „cyweta”, od wł. zibetto „cyweta”, od arab. zabbad „perfumy uzyskane z małego kota”[24].
- australis: łac. australis „południowy”, od auster, austri „południe”[26].
- congica: Kongo lub Kongo Belgijskie oraz Demokratyczna Republika Konga[27].
- schwartzi: Ernst Schwarz (1889–1962), niemiecki zoolog[9].
- volkmanni: Margarete Volkmann[9].

## Zasięg występowania
Cyweta afrykańska występuje w Afryce zamieszkując w zależności od podgatunku:
- C. civetta civetta – południowa Mauretania i Senegal na wschód do Etiopii i Somalii, oraz na południe do Gabonu
- C. civetta australis – Zambia i wschodnia Botswana do Malawi i Mozambiku, i na południe Południowej Afryki i Eswatini
- C. civetta congica – południowy Sudan, Demokratyczna Republika Konga i Rwanda, na południe do Angoli i północnej Zambii
- C. civetta pauli – Dżibuti
- C. civetta schwarzi – południowa Somalia, Kenia, Uganda i Tanzania (włącznie z Zanzibarem)
- C. civetta volkmanni – północno-wschodnia Namibia i północna Botswana

## Morfologia
Cyweta afrykańska jest największa spośród wszystkich cywet właściwych. Zamieszkuje tereny na południe od pustyni Sahary. Długość ciała (bez ogona) 67–54 cm, długość ogona 34–46,9 cm, długość tylnej stopy 12,3–13,9 cm, długość ucha 5,4–5,8 cm; masa ciała 7–20 kg. Jej ubarwienie jest żółtawo szare z licznymi cętkami w ciemnym kolorze. Na stronie grzbietowej ma dłuższą grzywę.

## Ekologia
Zamieszkuje afrykańskie lasy deszczowe i sawanny. Żeruje w nocy, odżywia się roślinami i drobniejszymi zwierzętami (gryzonie). Ceniona zarówno ze względu na futro, jak i cybet – wydzielinę z gruczołów stosowaną w przemyśle perfumeryjnym.